# Andrés Jiménez (ciclista)
Andrés Eduardo Jiménez Caicedo (27 de agosto de 1986, Bogotá) es un ciclista colombiano de BMX. Participó en los Juegos Olímpicos de Pekín 2008 y Londres 2012, donde fue cuarto y octavo respectivamente en la final de la especialidad.

## Juegos Olímpicos de Londres 2012
Andrés fue seleccionado para representar a Colombia en los Juegos Olímpicos de Londres 2012 en la prueba de BMX. En los cuartos de final, terminó tercero en su serie y se clasificó para las semifinales. Cuando jugaban en tres carreras, terminó las mangas sucesivamente tercero, sexto y tercero y ocupa el cuarto lugar general en la serie. Jugó la final, donde terminó sexto.

## Participación en Campeonatos del mundo
- Adélaïde 2009
  - 7° lugar en la prueba élite
- Pietermaritzburg 2010
  - 25° lugar en la prueba élite
  -  Medalla de plata en la contrarreloj individual
- Copenhague 2011
  - 24° lugar en la prueba élite[5]
  - 47° lugar en la contrarreloj individual[6]
- Birmingham 2012
  - 13° lugar en la contrarreloj individual[7]
  - 20° lugar en la prueba élite[8]
- Auckland 2013
  - 25° lugar en la contrarreloj individual[9]
  - 44° lugar en la prueba élite[10]